# Estádio Antônio de Oliveira Neto
O Estádio Antônio de Oliveira Neto é um estádio de futebol localizado no município de Mutunópolis, no estado de Goiás, tem capacidade para 1.812 pessoas e pertence à prefeitura municipal.